# Гебојени (Дамбовица)
Гебојени (рум. Gheboieni) насеље је у Румунији у округу Дамбовица у општини Татарани. Oпштина се налази на надморској висини од 371 m.

## Становништво
Према подацима из 2002. године у насељу је живело 1571 становника, од којих су сви румунске националности.